# Bison bonasus
El bisonte europeo (Bison bonasus) es una especie de mamífero artiodáctilo de la familia Bovidae. Es el mamífero de mayor tamaño de Europa y uno de los más amenazados, por lo que es objeto de varios programas de reproducción en cautividad llevados a cabo en parques zoológicos.
Descrito como Bos bonasus por Linneo en 1758 hay autores que aún lo denominan de esa forma.

## Descripción
Es de aspecto similar al bisonte americano (Bison bison), pero de constitución más ligera. Su silueta es maciza, con los cuartos delanteros muy desarrollados, la cabeza ancha y grande y la cruz marcada. El color del pelaje es pardo oscuro, largo, y particularmente desarrollado en la cabeza, hombros y cuello. Los becerros suelen tener el pelaje más claro que el de los ejemplares adultos. También están provistos de una pequeña "barba" en la garganta, y la cola está recubierta por pelo largo. La parte inferior de las patas tienen pelaje corto, al contrario que en el bisonte americano. Ambos sexos poseen cuernos, los cuales son cortos, gruesos, y orientados hacia arriba, y cuya longitud máxima registrada es de 50,8 centímetros.
El bisonte europeo mide de 250 a 350 cm, más de 50 a 80 de la cola, y tiene una altura a la cruz que va de 150 a 200 cm. Los machos adultos pesan entre 400 y 920 kg, mientras que las hembras, de menor tamaño, oscilan entre 300 y 400.
Su fórmula dental es la siguiente: (2/3, 0/1, 3/2-3, 3/3)= 30-32 dientes.

## Hábitat

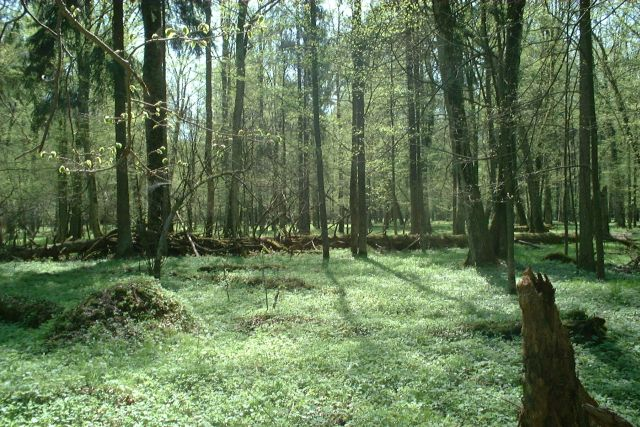
Bosque primario de Białowieża en Polonia, poblado por las plantas típicas del hábitat natural del bisonte europeo.

En contraposición a los bisontes americanos, los europeos nunca han gustado de la vida en las praderas y espacios abiertos, sino que han establecido su hogar en los bosques, tanto de hoja caduca como mixtos de hoja caduca y coníferas. Por ellos vagan en grupos de unos 20 individuos, alimentándose de todo tipo de materia vegetal, fundamentalmente follaje bajo, pero también hierbas, cortezas y ramas tiernas. Los fresnos parecen atraerles en mayor medida que otros árboles, mientras que las agujas de pino y otros árboles de hoja perenne no son de su agrado. En invierno se reúnen en manadas que pueden llegar al medio centenar mientras retiran la nieve a la búsqueda de raíces y frutos enterrados, si bien los machos viejos siempre evitan este tipo de aglomeraciones y llevan una vida solitaria.
Antiguamente, los bisontes europeos caían ocasionalmente víctimas de lobos, osos, tigres y leones, pero hoy en día estos animales han desaparecido del continente europeo o se han vuelto muy raros, por lo que se puede considerar que los bisontes carecen actualmente de depredadores naturales.

## Biología y comportamiento

### Origen

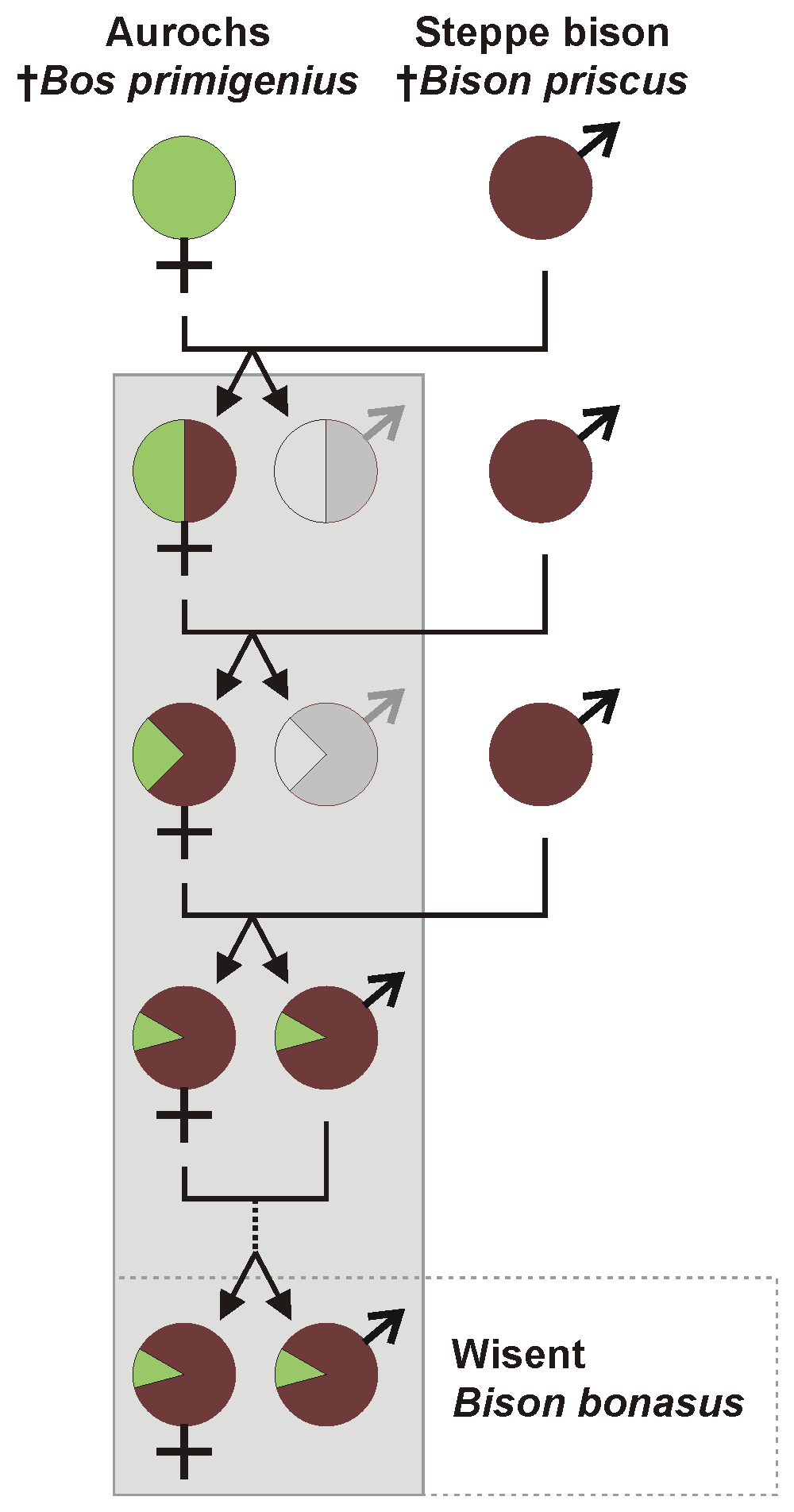
Diagrama en el que se muestra la posible hibridación entre el bisonte de estepa y el uro, dando lugar al actual bisonte europeo.

Un estudio de 2003 del ADN mitocondrial indicó cuatro linajes maternos distintos en la subfamilia Bovinae:
- El ganado taurino y el cebú.
- El bisonte europeo.
- El bisonte americano y el yak.
- El banteng, el gaur y el gayal.

El análisis del cromosoma Y asoció al bisonte europeo con el bisonte americano. Un estudio anterior, usando la técnica de polimorfismo de longitud de fragmento amplificada, mostró una estrecha asociación del bisonte europeo y el americano y probablemente con el yak. Señaló que el entrecruzamiento de especies de Bovinae hacía problemáticas determinar las relaciones entre estas.
El bisonte europeo puede cruzarse con el bisonte americano. Los productos de un programa alemán de entrecruzamiento fueron destruidos después de la Segunda Guerra Mundial. Este programa estuvo relacionado con el impulso de la creación del bovino de Heck. Los individuos cruzados creados en otros parques zoológicos fueron eliminados de los libros de la raza por los años 50. Un programa de cría de ganado ruso resultó en una manada salvaje de animales híbridos, que actualmente vive en la Reserva de la Biosfera del Cáucaso (550 animales en 1999).
Los híbridos con el ganado doméstico también se producen, similar al beefalo de América del Norte. El ganado bovino y el bisonte europeo se hibridan con bastante facilidad, pero los terneros no pueden nacer naturalmente (el nacimiento no se activa correctamente en el becerro híbrido de primera generación, por lo que deben ser extraído por cesárea). Los machos de primera generación son infértiles. En 1847, una manada de bisontes-híbridos del ganado nombrada zubrón fue creada por Leopold Walicki. Los animales tenían la intención de convertirse en alternativas duraderas y baratas para el ganado. El experimento fue continuado por investigadores de la Academia Polaca de Ciencias hasta finales de los años ochenta. Aunque el programa resultó en un animal bastante exitoso que era a la vez resistente y podía ser criado en tierras de pastoreo marginales, fue descontinuado. En la actualidad, el único rebaño zubrón que sobrevive consiste en sólo unos pocos animales en Bosque Białowieża, Polonia y Bielorrusia.
En 2016, el primer conjunto de datos de secuenciación del genoma de dos toros de bisontes europeos del Bosque de Bialowieza reveló que el bisonte y la especie bovina divergieron aproximadamente entre 1,7 a 0,85 millones de años a través de un proceso de especiación que implicaba un flujo genético limitado. Estos datos apoyan aún más la aparición de contactos secundarios más recientes, posterior a la divergencia entre Bos primigenius primigenius y Bos p. namadicus (hace unos 150.000 años), entre el bisonte y los linajes europeos de ganado taurino. Un estudio independiente del ADN mitocondrial y de marcadores autosómicos confirmó estos contactos secundarios (con una estimación de hasta el 10 % de ancestros bovinos en el genoma de bisonte moderno) llevando a los autores a ir más lejos en sus conclusiones proponiendo el bisonte europeo como un híbrido entre el bisonte estepario y el aurochs con un evento de hibridación que se originó hace 120 000 años. Esto también es consistente con el aparente origen del ganado doméstico según su ADN mitocondrial.
Sin embargo, algunos de los autores apoyan la hipótesis de que la similitud de genomas mitocondriales entre el bisonte europeo y el ganado doméstico (Bos primigenius taurus) es resultado de la clasificación incompleta del linaje durante la divergencia de Bos taururs y Bison bonasus de sus antepasados comunes en lugar de un flujo genético posterior a la especiación (antigua hibridación entre Bos y Bison ). Pero están de acuerdo en que el flujo genético limitado de Bos primigenius taurus podría explicar la afiliación entre el bisonte europeo y los genomas nucleares del ganado (en contraste con los mitocondriales).
Alternativamente, la secuenciación del genoma completada en el bisonte del bosque del Pleistoceno (B. schoetensaki) y publicada en 2017, postula que las similitudes genéticas entre el bisonte del bosque del Pleistoceno y el bisonte sugieren que B. schoetensaki fue el antepasado del bisonte europeo.

### Estructura social y comportamientos territoriales

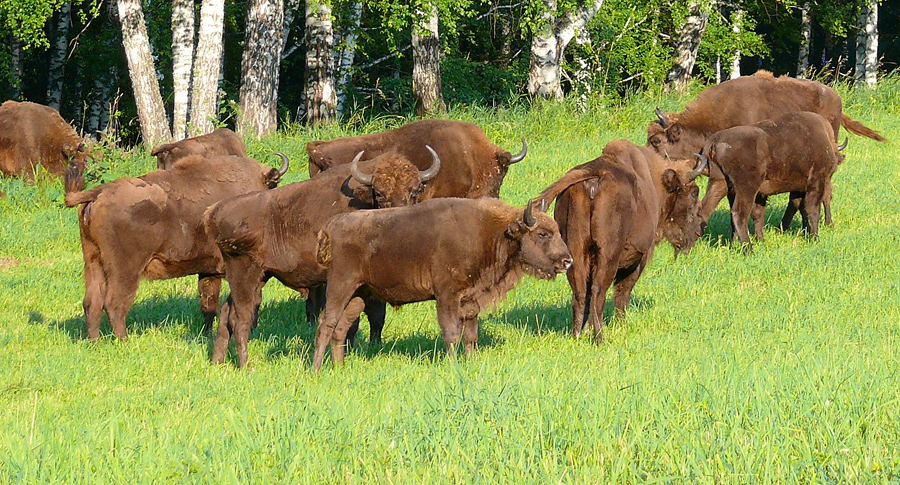
Manada de bisontes en un vivero en las montañas de Altái

El bisonte europeo es un animal de rebaño, que vive tanto en grupos mixtos como en otros exclusivamente masculinos. Los grupos mixtos consisten en hembras adultas, terneros, jóvenes de 2 a 3 años y machos adultos jóvenes. El tamaño del rebaño depende de factores ambientales, aunque en promedio, cuentan con entre 8 y 13 animales por rebaño. Los rebaños que consisten exclusivamente en machos son más pequeños que los mixtos, que contienen dos individuos en promedio. Los rebaños de bisontes europeos no son unidades familiares. Diferentes manadas frecuentemente interactúan, se combinan y se dividen rápidamente después de intercambiar individuos.
El territorio ocupado por los machos se correlaciona con la edad, con machos jóvenes de entre cinco y seis años que tienden a formar rangos territoriales más grandes que los machos mayores. El bisonte europeo no defiende el territorio, y los territorios de diferentes rebaños tienden a superponerse en gran medida. Las áreas centrales del territorio se sitúan generalmente cerca de prados y de fuentes de agua.

### Reproducción

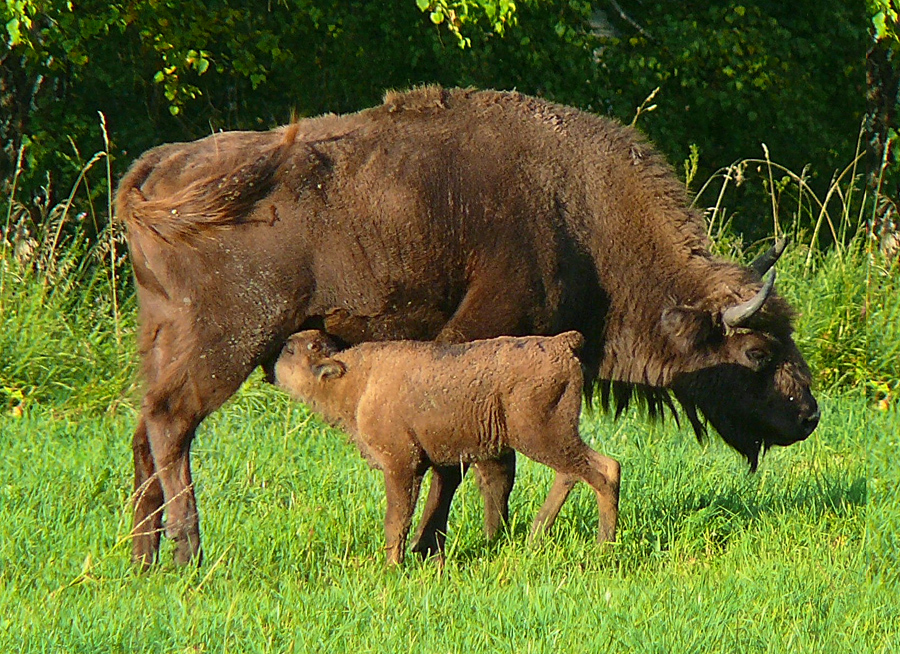
Una hembra de bisonte europeo amamantando

La época de celo tiene lugar entre agosto y octubre. Los toros de 4 a 6 años de edad, aunque sexualmente maduros, quedan excluidos del apareamiento por toros mayores. Las hembras suelen tener un período de gestación de 264 días, y suelen dar a luz a un ternero a la vez, para lo cual suelen aislarse del resto de la manada.
En promedio, los terneros machos pesan 27,6 kg al nacer, y las hembras 24,4 kg. El tamaño del cuerpo en los machos aumenta proporcionalmente a la edad de 6 años. Mientras que las hembras tienen un mayor aumento en la masa corporal en su primer año, su tasa de crecimiento es comparativamente más lenta que la de los machos a la edad de 3-5. Los toros alcanzan la madurez sexual a la edad de dos años, mientras que las hembras lo hacen en su tercer año. Las crías son destetadas a los siete meses, y permanecen junto a la madre hasta los tres años.
Los bisontes europeos han vivido hasta 30 años en cautiverio, aunque en la naturaleza su vida útil es más corta. Los años productivos de reproducción son entre los 4 y los 20 años de edad en las hembras, y sólo entre los 6 y los 12 años de edad en los machos.

### Dieta
Los bisontes europeos se alimentan predominantemente de hierbas, aunque también exploran los brotes y las hojas de otras plantas; en verano, un macho adulto puede llegar a consumir 32 kg de alimento en un día. Los bisontes europeos en el bosque de Białowieża en Polonia se han alimentado tradicionalmente con heno en invierno durante siglos, y los rebaños extensos pueden reunirse alrededor de este suplemento de la dieta. Los bisontes europeos necesitan beber todos los días, y en invierno se pueden ver rompiendo el hielo con sus pesadas pezuñas. A pesar de sus movimientos lentos habituales, los bisontes europeos son sorprendentemente ágiles y pueden superar corrientes de 3 m de ancho o vallas de 2 m de altura desde un comienzo de pie.

### Diferencias con el bisonte americano

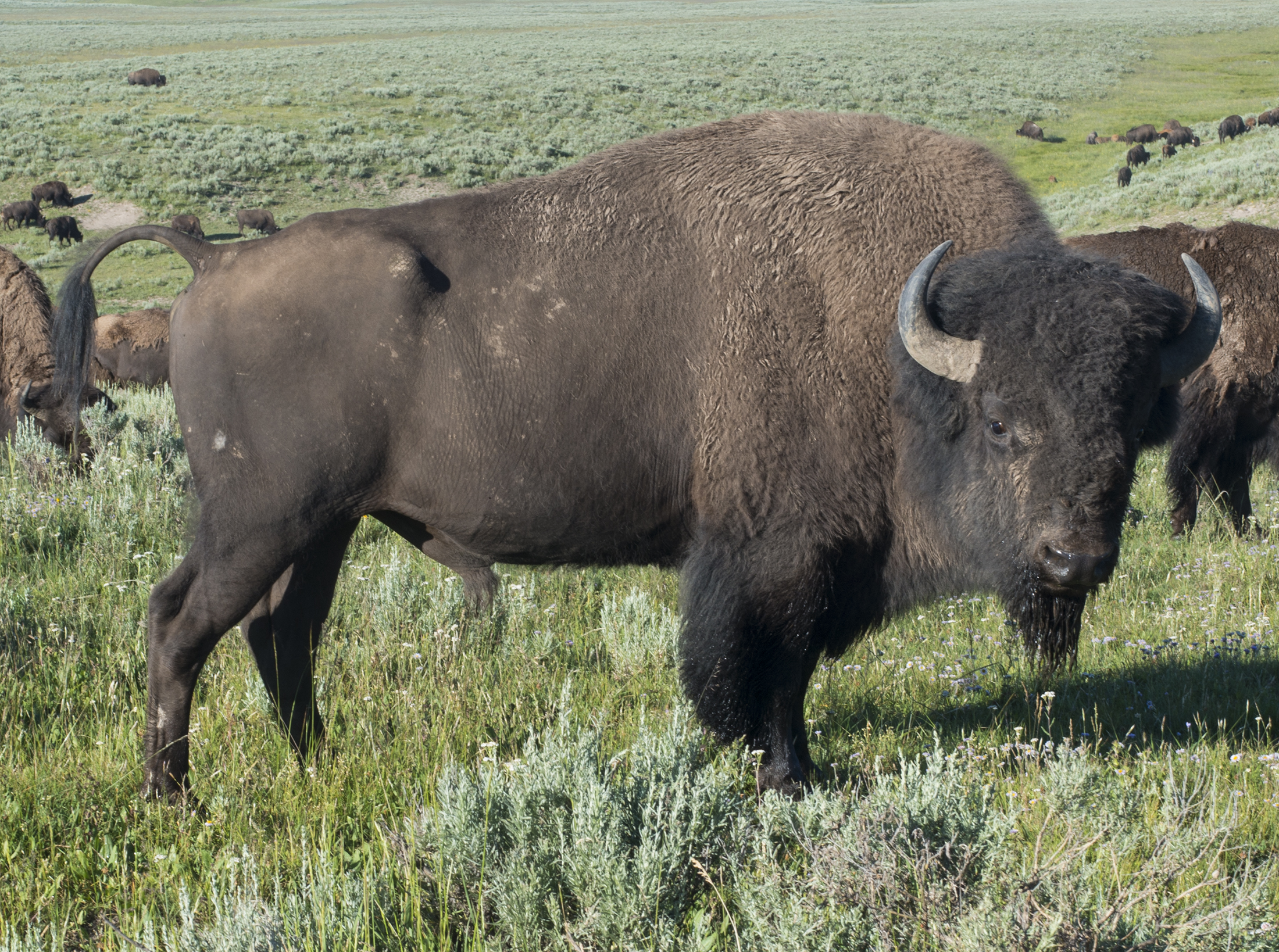
Ejemplar de bisonte americano en Yellowstone, de constitución más robusta y que presenta una joroba más prominente.

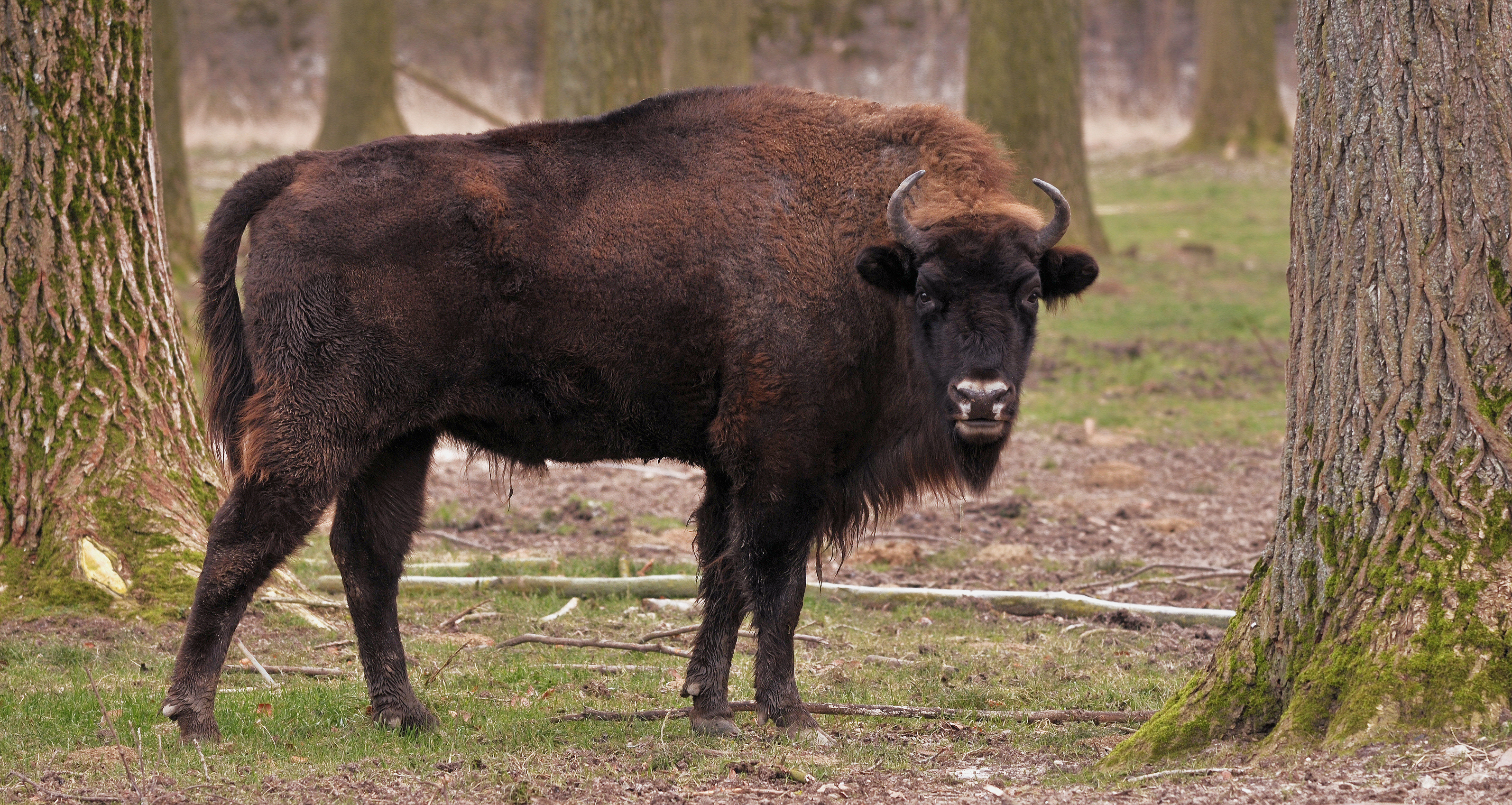
Ejemplar de bisonte europeo, que a diferencia de su pariente americano presenta un cuerpo más alargado y una joroba menos prominente.

Aunque superficialmente similares, una serie de diferencias físicas y de comportamiento se observan entre el bisonte europeo y el bisonte americano. El bisonte europeo tiene 14 pares de costillas, mientras que el bisonte americano tiene 15. El bisonte europeo adulto es (en promedio) más alto que el bisonte americano, y tiene piernas más largas.
Los bisontes europeos tienden a navegar más y pastan menos que sus parientes estadounidenses, debido a que su cuello se establece de manera diferente. En comparación con el bisonte americano, la nariz del bisonte europeo se fija más adelante que la frente cuando el cuello está en una posición neutral.
El cuerpo del bisonte europeo es menos peludo, aunque su cola es más ancha que la de las especies americanas. Los cuernos del bisonte europeo apuntan hacia adelante a través del plano de sus caras, haciéndolos más adeptos a la lucha a través del enclavamiento de cuernos de la misma manera que el ganado doméstico, a diferencia del bisonte americano, que favorece la carga.
Por último los bisontes europeos son menos domesticables que los americanos, y se reproducen con ganado doméstico menos fácilmente.

## Subespecies
Se han descrito las siguientes subespecies:
- Bison bonasus bonasus
- Bison bonasus caucasicus (extinta, 1930)
- Bison bonasus hungarorum (extinta, 1790)

## Historia y relación con el ser humano

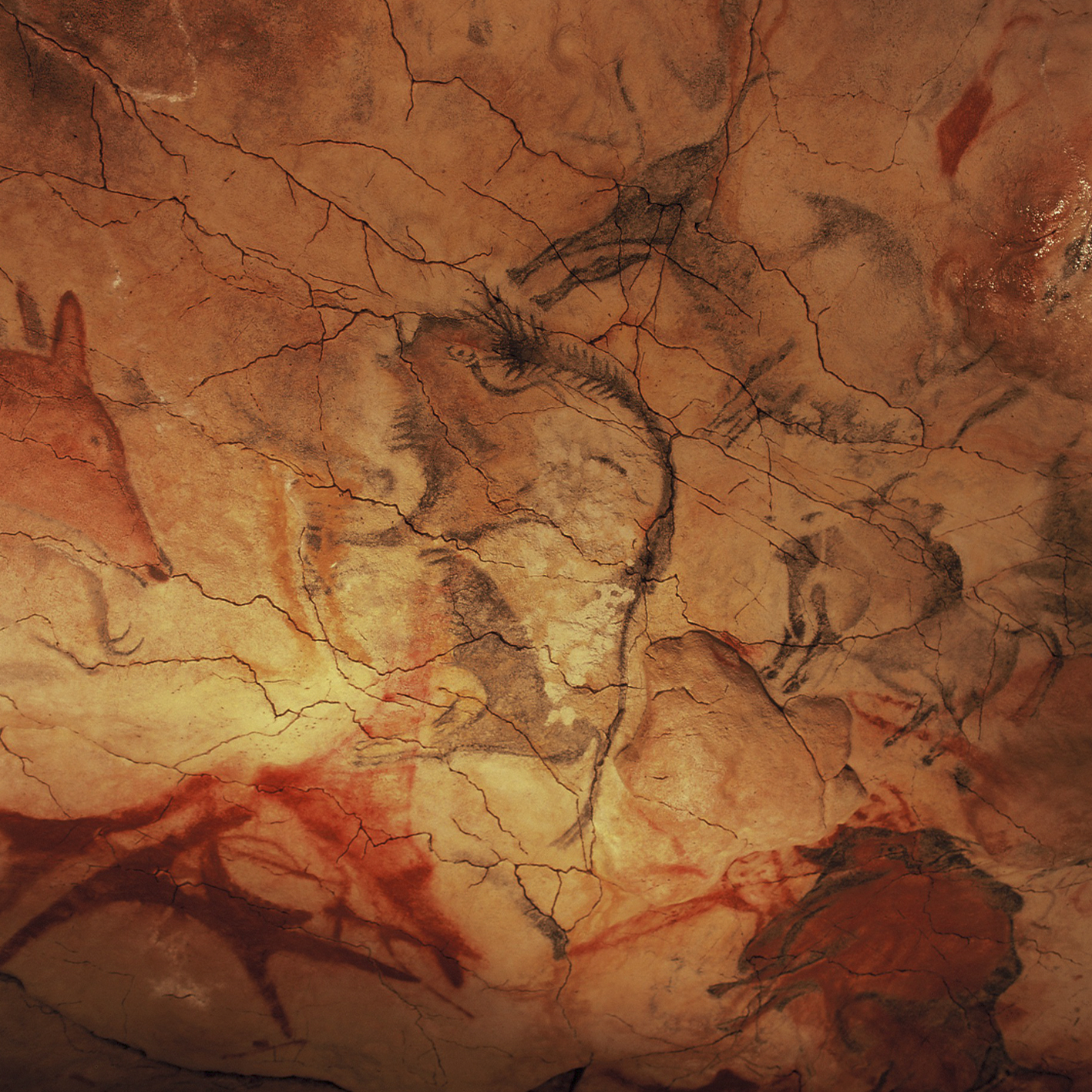
Representaciones de bisontes en el techo de la cueva de Altamira.

El bisonte europeo, antiguamente, estaba ampliamente extendido por Europa llegando hasta Asia Occidental, pero fue desapareciendo de allí como consecuencia de la caza masiva a la que fue sometido y también a la roturación de los bosques. La distribución original del bisonte europeo comprendía Europa del Este y Rusia occidental, estando presente también en el Cáucaso y el noroeste de Irán. Heródoto cita su presencia en Tracia y Acarnania, al norte de Grecia. Aunque enorme, esta vasta distribución no era continua, pues como ya se ha dicho los bisontes prefieren los espacios boscosos, y en las llanuras eran sustituidos por manadas de uros o toros salvajes. La caza y la tala cada vez más intensiva de los bosques europeos para aprovechar la madera o destinar la tierra a la agricultura o al pastoreo redujeron el hábitat primigenio de los bisontes. El bisonte del Cáucaso había sido desplazado, durante los últimos decenios de su existencia, hacia la zona ocupada por los bosques de coníferas, siendo muy posible que sus refugios invernales estuviesen localizados en las zonas repletas de hayedos situadas a menores altitudes, pero al no serles permitida la estancia en estas zonas, su hábitat fue reduciéndose cada vez más, hasta llegar a su extinción. Al bisonte europeo que habitaba en los territorios de Transilvania le sucedió algo parecido a lo que aconteció en el Cáucaso. Para el siglo XIV, sólo quedaban unas pocas cabezas en la región francesa de las Ardenas que no resistieron hasta el final del siglo. Los bisontes pervivieron en Rumanía hasta 1762 y en la Transilvania bajo dominio austríaco hasta 1790.
Por su parte, desde el siglo XVI las dinastías reinantes en Rusia, Lituania y Polonia consideraron que la muerte de un bisonte era privilegio de la realeza, llegando a castigar el furtivismo incluso con la muerte en algunas ocasiones. Esto permitió una supervivencia más o menos aceptable de este animal en Europa Oriental hasta la Primera Guerra Mundial, cuando comenzaron a ser masacrados por decenas para alimentar a los refugiados y los soldados en el frente. En 1919 murió el último bisonte polaco en la región de Białowieża, y en 1927 lo hizo el último ejemplar que vivía en libertad en el Cáucaso. La especie se habría extinguido totalmente de no haber en ese momento 50 individuos viviendo en zoológicos repartidos por todo el mundo.

### Reintroducción en el medio silvestre

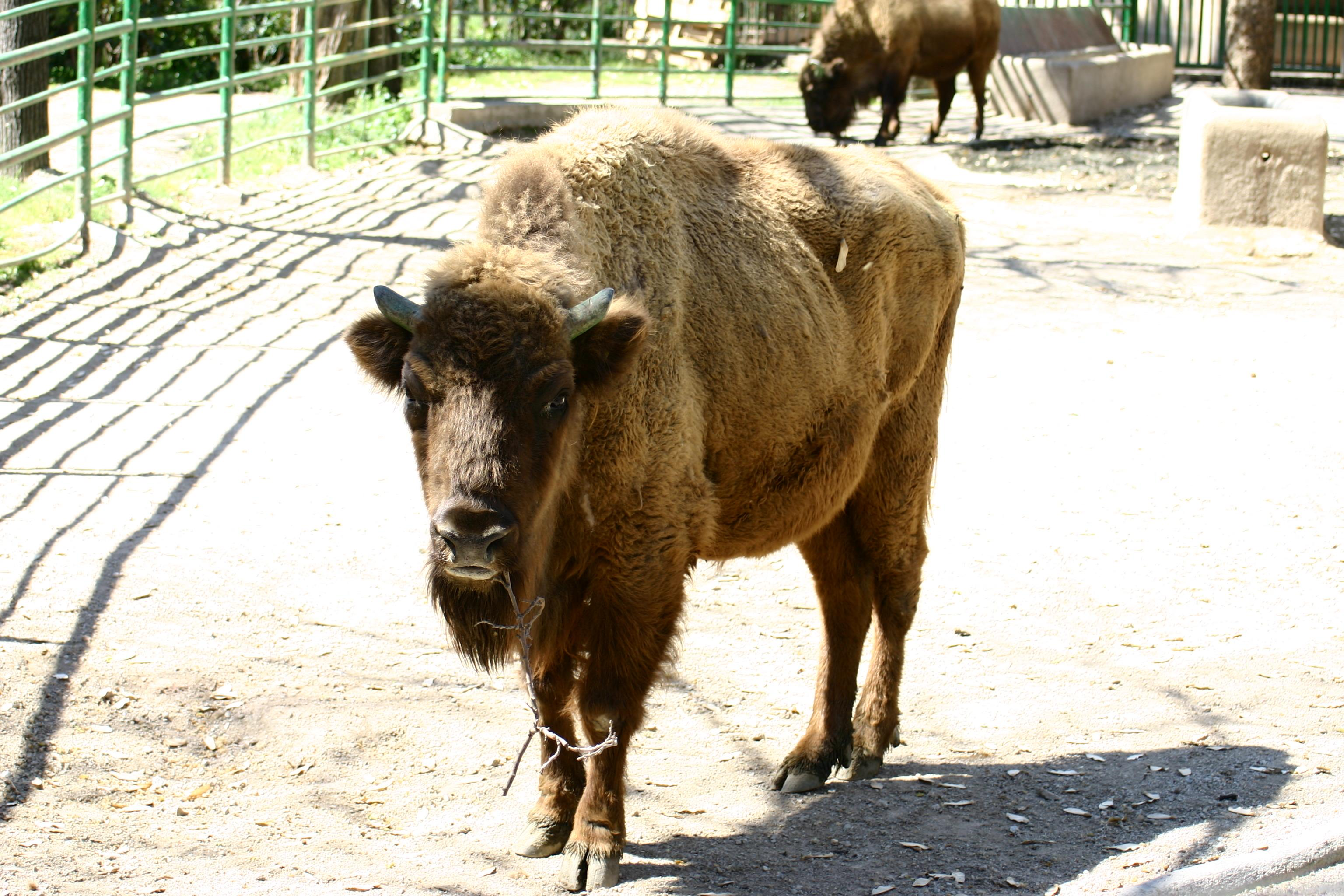
Joven bisonte europeo en el zoológico de Barcelona.

En 1923 se instituyó en Polonia la Compañía Internacional de Defensa del Bisonte (CIDB), que defendía la recuperación de esta especie. En los años 50 consiguió el permiso del gobierno polaco para reintroducir 12 ejemplares (11 polacos, más el último bisonte caucásico, llamado por ello Kaukasus) en el Bosque de Białowieża, en Podlaquia, que fue declarado parque nacional, y en 1966 la ONU incluyó el bisonte europeo en su lista de animales protegidos. Desde entonces, los esfuerzos combinados del CIDB y varios parques zoológicos en distintos países han logrado un éxito aplastante: de aquellos 12 ejemplares descienden hoy en día 613 bisontes que habitan en distintos parques nacionales polacos, y varias nuevas manadas que han sido introducidas en numerosos países europeos, ya sea en estado de semilibertad como estado de libertad, no sólo debido a las necesidades de conservación de esta especie, sino también con el deseo de fomentar el turismo rural, ya que la especie atrae al turismo. Además, los machos que ya no son dominantes —por lo que viven aislados— normalmente se venden a zoológicos o se pueden cazar, con permiso, por un precio que alcanza los 10 mil euros por cada ejemplar. Parte de los fondos así recaudados se utilizan para la conservación de esta especie. A pesar de que en Polonia la caza del bisonte está prohibida, no es raro que se permita ocasionalmente a altos cargos políticos del gobierno y otros personajes invitados. El 16 de junio de 2020 nació en España la primera cría de bisonte europeo en condiciones de semilibertad. La madre pertenece a la Reserva Valle del Bisonte de León (España).

Se estima que el número total de bisontes europeos era en el año 2011 de unos 4000 ejemplares. A pesar de ello, la especie sigue estando en peligro. Su baja diversidad genética, fruto de la consanguinidad, hace que estos animales sean especialmente vulnerables a virus como el de la fiebre aftosa.

### Distribución actual
En 1958 se creó una reserva de bisontes en Topoľčianky, Eslovaquia, cuya capacidad máxima es de 13 animales, pese a lo cual ha criado alrededor de 180 animales para varios zoológicos. También hay un rebaño salvaje de cría de 16 animales (2013) en el parque nacional Poloniny con el aumento de la población.
Desde 1983, una pequeña población reintroducida vive en las montañas de Altái. Esta población sufre de depresión endogámica y necesita la introducción de animales no relacionados para el "refresco de sangre". A largo plazo, las autoridades esperan establecer una población de alrededor de 1000 animales en la zona.
Una de las poblaciones actuales más septentrionales del bisonte europeo vive en la Óblast de Vólogda en el valle del río Dvina septentrional a unos 60° N. Sobrevive sin alimentación suplementaria de invierno. Otra población rusa vive en los bosques alrededor del río Desna en la frontera entre Rusia y Ucrania.  La población del extremo nororiental vive en el Parque Pleistoceno al sur de Chersky, en Siberia, un proyecto para recrear el ecosistema estepario que comenzó a modificarse hace 10 000 años. Cinco bisontes fueron introducidos el 24 de abril de 2011. Los bisontes fueron traídos de la Reserva natural Prioksko-Terrasny cerca de Moscú. Las temperaturas del invierno a menudo caen por debajo de -50 °C. Cuatro de los cinco bisonte murieron posteriormente debido a problemas de aclimatación a la baja temperatura de invierno.
En 2005 un rebaño fue establecido en los Alpes franceses cerca del pueblo de Thorenc (cerca de la ciudad de Grasse), como parte de la conservación de la especie, el cual contenía alrededor de 50 animales en 2015. 
En 2007 se inició un proyecto piloto de bisontes en un área vallada en el Parque nacional de Kennemerland del Sur en los Países Bajos. Debido a su limitada reserva genética, se consideran altamente vulnerables a enfermedades como la fiebre aftosa. Posteriormente en marzo de 2016, un rebaño fue puesto en libertad en la Reserva Natural de Maashorst en Brabante Septentrional. También se están llevando a cabo planes para su introducción en la Reserva de la Naturaleza de Oostvaardersplassen, en Flevoland así como en el Veluwe

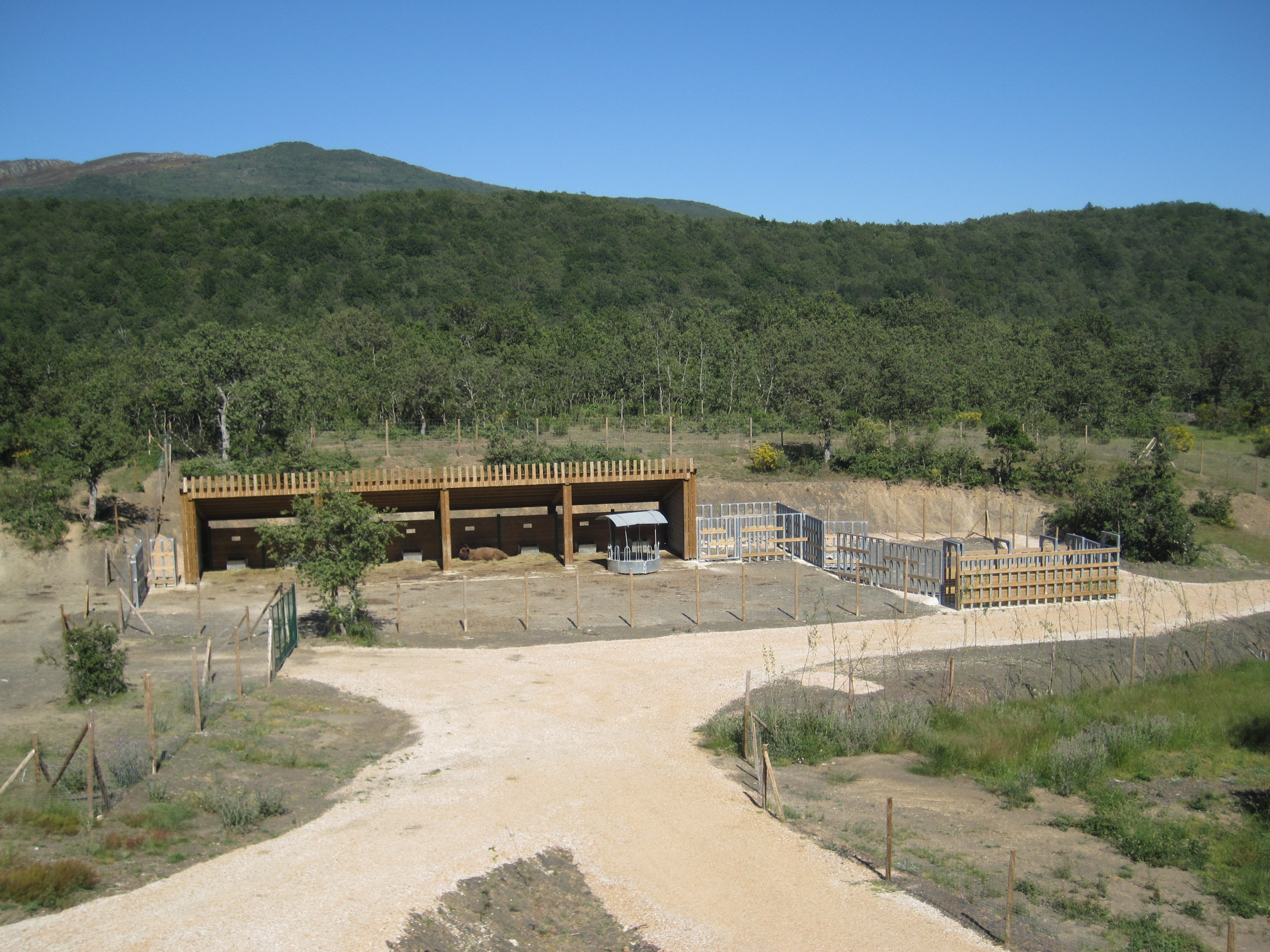
Parte de la Reserva del Bisonte Europeo en la localidad palentina de San Cebrián de Mudá, en España.

El 4 de junio de 2010 se introdujeron siete ejemplares en el municipio palentino de San Cebrián de Mudá, los cuales se adaptaron bien y consiguieron reproducirse, llegando a alcanzar los 9 individuos aunque más tarde murió una de las hembras adultas. En junio de 2012 llegaron 17 nuevos ejemplares desde Holanda y Bélgica, que fueron distribuidos en tres grupos: una segunda población de 6 ejemplares en San Cebrián de Mudá, 4 ejemplares en Siero y 7 en Villayón. Uno de los ejemplares de Villayón murió tras el traslado por problemas cardíacos. En 2018 se introdujeron desde Polonia los primeros 11 ejemplares en la provincia de Segovia, en fincas de Cubillo y Lastras de Cuéllar, y en 2019 se incorporaron 18 ejemplares en La Serreta, también en Lastras de Cuéllar, finca propiedad de la familia del opositor venezolano Henrique Capriles. A fecha de 2019 la provincia de Segovia es la que mayor número de ejemplares alberga en España, contando un total de 33. Además en 2020 en una finca colindante al parque natural de la Sierra de Andújar se introdujeron 18 ejemplares más.
Otro centro que cuenta con esta especie es el Museo de La Fauna Salvaje, el cual cuenta con 8 ejemplares en la actualidad.
En 2011, tres bisonte fueron introducidos en la reserva de la naturaleza de Alladale en Escocia. Se hicieron planes para moverse más hacia la reserva, pero el proyecto fracasó por no haber sido "bien planificado". 
En abril de 2013, ocho bisontes europeos (un macho, cinco hembras y dos terneros) fueron liberados en la naturaleza en la región de Bad Berleburg, Alemania, después de 850 años de ausencia desde que la especie se extinguió en esa región. Además se están realizando planes para reintroducir dos rebaños en este país.
Por último cabe señalar que los zoológicos de 30 países también tienen bastantes bisontes europeos involucrados en programas de cría en cautividad.